# The Band Perry
The Band Perry — американская кантри-группа. Она состоит из Кимберли Перри (основной вокал, гитара, пианино) и её братьев — Нила Перри (мандолина, ударные, аккордеон, бэк-вокал) и Рида Перри (бас-гитара, бэк-вокал). В 2009 году «The Band Perry» подписали контракт с лейблом Republic Nashville, после чего, с 2009—2012 год были выпущены 5 синглов, вошедшие в альбом «The Band Perry»: «Hip to My Heart» (ноябрь 2009 года), «If I Die Young» (июнь 2010 года), «You Lie» (январь 2011 года), «All Your Life» (август 2011 года), «Postcard from Paris» (март 2012 года). Альбом по результатам продаж в США получил статус платинового, а сингл
«If I Die Young» достиг 1 места в чарте «Hot Country Songs» и «Adult Contemporary» и стал четырежды платиновым в США.

## История
Кимберли Перри родилась в 1983 году, Рид Перри в 1988, Нил Перри в 1990 году. Братья и сестра Перри начали петь когда они были ещё детьми. В подростковом возрасте Кимберли пела в собственной группе. Рид и Нил стали открывать её выступления, когда им было 8 и 10 лет, соответственно. Группа под её текущим названием «The Band Perry» появилась в 2005 году, когда братья и сестра приняли участие в туре «New Faces of Country tour»
В 2008 году их заметил Боб Дойл, являвшийся менеджером кантри-певца Гарта Брукса. Он помог The Band Perry сделать запись их песен, которую они отправили Скотту Борчетте — главе незадолго до этого открытого лейбла Republic Nashville. В августе 2009 года The Band Perry подписали контракт с Republic Nashville, после чего был выпущен дебютный сингл группы «Hip to My Heart». Все члены группы поучаствовали в её написании, совместно с соавтором Бреттом Биверсом. «Hip to My Heart» достигла 20-го места в кантри-чарте. В апреле 2010 года был выпущен мини-альбом «The Band Perry EP».
После того, как песня «Hip to My Heart» покинула чарты, был выпущен второй сингл группы «If I Die Young», который единолично написала Кимберли. «If I Die Young» и «Hip to My Heart», вместе с ещё 9 песнями вошли в дебютный, одноимённый с названием группы альбом, релиз которого состоялся 12 октября 2010 года. Альбом спродюсировали Пол Ворли и Натан Чепмэн«If I Die Young» стал № 1 в кантри-чарте и достиг 14-го места в Billboard Hot 100.
Третий сингл из альбома — «You Lie» написали Брайан Хеннингсен, Аарон Хеннигсен и Клара Хеннингсен. Он дебютировал в чарте в декабре 2010 года и достиг 2-го места в «Hot Country Songs» в 2011 году.
Четвёртый сингл альбома «All Your Life», появился на кантри-радиостанциях в августе 2011 года. В феврале 2012 года, он достиг вершины кантри-чарта, став для The Band Perry вторым хитом № 1 в кантри-чартах.
По состоянию на 28 сентября 2011 года альбом «The Band Perry» был продан тиражом 771 339 копий.
Пятый сингл из альбома — «Postcard from Paris» появился на кантри-радиостанциях в марте 2012 года.

## Дискография

### Студийные альбомы
| Название       | Подробности                                                                        | Высшая позиция | Высшая позиция | Сертификация     |
| Название       | Подробности                                                                        | US Country     | US             | Сертификация     |
| -------------- | ---------------------------------------------------------------------------------- | -------------- | -------------- | ---------------- |
| The Band Perry | - Релиз: 12.10.2010 - Лейбл: Republic Nashville - Форматы: CD, интернет-скачивание | 2              | 4              | - US: платиновый |

### Мини-альбомы
| Название          | Подробности                                                                       | Высшая позиция | Высшая позиция |
| Название          | Подробности                                                                       | US Country     | US Heat        |
| ----------------- | --------------------------------------------------------------------------------- | -------------- | -------------- |
| The Band Perry EP | - Релиз: 6.04.2010 - Лейбл: Republic Nashville - Форматы: CD, интернет скачивание | 32             | 4              |

### Синглы
| Год                       | Сингл                 | Высшая позиция | Высшая позиция | Высшая позиция | Высшая позиция | Высшая позиция | Высшая позиция | Сертификация                          | Альбом         |
| Год                       | Сингл                 | US Country     | US             | US AC          | US Adult       | US Pop         | CAN            | Сертификация                          | Альбом         |
| ------------------------- | --------------------- | -------------- | -------------- | -------------- | -------------- | -------------- | -------------- | ------------------------------------- | -------------- |
| 2009                      | «Hip to My Heart»[A]  | 20             | —              | —              | —              | —              | —              |                                       | The Band Perry |
| 2010                      | «If I Die Young»      | 1              | 14             | 1              | 4              | 12             | 48             | - CAN: платиновый - US: 4× платиновый | The Band Perry |
| 2011                      | «You Lie»             | 2              | 42             | —              | —              | —              | —              | - US: золотой                         | The Band Perry |
| 2011                      | «All Your Life»       | 1              | 37             | —              | —              | —              | 62             | - US: золотой                         | The Band Perry |
| 2012                      | «Postcard from Paris» | 6              | 60             | —              | —              | —              | —              |                                       | The Band Perry |
| «—» релиз не попал в чарт |                       |                |                |                |                |                |                |                                       |                |

Замечание
- A^ «Hip to My Heart» не попал в чарт Billboard Hot 100, но достиг 1 места в чарте Bubbling Under Hot 100 Singles.[22]

### Музыкальные видео
| Год  | Видео                       | Режиссёр         |
| ---- | --------------------------- | ---------------- |
| 2010 | «Hip to My Heart»           | Трей Фенджой     |
| 2010 | «If I Die Young» (версия 1) | Дэвид Макклистер |
| 2011 | «You Lie»                   | Дэвид Макклистер |
| 2011 | «All Your Life»             | Дэвид Макклистер |
| 2011 | «If I Die Young» (версия 2) | Дэвид Макклистер |

## Награды и номинации
| Год  | Премия                             | Категория | Итог      |
| ---- | ---------------------------------- | --- | --------- |
| 2010 | Country Music Association Awards   | Вокальная группа года                                                                                        | Номинация |
| 2010 | American Country Awards            | Дебют года                                                                                                   | Номинация |
| 2010 | American Country Awards            | Дуэт/Группа года                                                                                             | Номинация |
| 2011 | 53rd Grammy Awards                 | Лучшая кантри-песня — «If I Die Young»                                                                       | Номинация |
| 2011 | Academy of Country Music Awards    | Лучший новый вокальный дуэт или группа                                                                       | Победа    |
| 2011 | Academy of Country Music Awards    | Лучший новый артист                                                                                          | Победа    |
| 2011 | Academy of Country Music Awards    | Лучшая вокальная группа                                                                                      | Номинация |
| 2011 | Academy of Country Music Awards    | Сингл года — «If I Die Young»                                                                                | Номинация |
| 2011 | Academy of Country Music Awards    | Песня года — «If I Die Young»                                                                                | Номинация |
| 2011 | 2011 Billboard Music Awards        | Лучшая кантри-песня — «If I Die Young»                                                                       | Номинация |
| 2011 | CMT Music Awards                   | Видео года — «If I Die Young»                                                                                | Номинация |
| 2011 | CMT Music Awards                   | Видео группы — «If I Die Young»                                                                              | Номинация |
| 2011 | CMT Music Awards                   | «USA Weekend» Видео прорыв года — «If I Die Young»                                                           | Победа    |
| 2011 | CMT Music Awards                   | Nationwide Insurance On Your Side Award                                                                      | Победа    |
| 2011 | Teen Choice Awards                 | Choice Music: Кантри-сингл — «If I Die Young»                                                                | Номинация |
| 2011 | Teen Choice Awards                 | Choice Music: Кантри-группа                                                                                  | Номинация |
| 2011 | Inspirational Country Music Awards | Видео — «If I Die Young»                                                                                     | Номинация |
| 2011 | Country Music Association Awards   | Новый артист                                                                                                 | Победа    |
| 2011 | Country Music Association Awards   | Вокальная группа                                                                                             | Номинация |
| 2011 | Country Music Association Awards   | Сингл года — «If I Die Young»                                                                                | Победа    |
| 2011 | Country Music Association Awards   | Песня года — «If I Die Young»                                                                                | Победа    |
| 2011 | Country Music Association Awards   | Музыкальное видео года — «If I Die Young»                                                                    | Номинация |
| 2011 | American Music Awards              | Новый артист                                                                                                 | Номинация |
| 2011 | American Music Awards              | Кантри-музыка: Дуэт или группа                                                                               | Номинация |
| 2011 | American Music Awards              | Кантри-музыка: Альбом — The Band Perry                                                                       | Номинация |
| 2011 | American Country Awards            | Артист года: Дуэт или группа                                                                                 | Номинация |
| 2011 | American Country Awards            | Артист года: новый артист                                                                                    | Номинация |
| 2011 | American Country Awards            | Сингл года: дуэт или группа — «You Lie»                                                                      | Номинация |
| 2011 | American Country Awards            | Сингл года: новый артист — «You Lie»                                                                         | Номинация |
| 2011 | American Country Awards            | Музыкальное видео: дуэт, группа или совместное исполнение — «You Lie»                                        | Номинация |
| 2011 | American Country Awards            | Музыкальное видео: новый артист — «You Lie»                                                                  | Номинация |
| 2012 | 54th Grammy Awards                 | Лучший новый артист                                                                                          | Номинация |
| 2012 | Academy of Country Music Awards    | Вокальная группа года                                                                                        | Номинация |
| 2012 | 2012 Billboard Music Awards        | Top Country Album: The Band Perry                                                                            | Номинация |
| 2012 | CMT Music Awards                   | Видео группы — «All Your Life»                                                                               | Ожидается |
| 2012 | 2012 Teen Choice Awards            | Country Group                                                                                                | Номинация |
| 2012 | Country Music Association Awards   | Vocal Group of the Year                                                                                      | Номинация |
| 2012 | American Country Awards            | Artist of the Year: Group                                                                                    | Номинация |
| 2012 | American Country Awards            | Single of the Year: Group- «All Your Life»                                                                   | Номинация |
| 2012 | American Country Awards            | Music Video of the Year: Group- «All Your Life»                                                              | Номинация |
| 2013 | Academy of Country Music Awards    | Top Vocal Group                                                                                              | Победа    |
| 2013 | CMT Music Awards                   | Group Video of the Year — «Better Dig Two»                                                                   | Номинация |
| 2013 | Teen Choice Awards                 | Choice Music: Break-Up Song- «DONE.»                                                                         | Номинация |
| 2013 | Teen Choice Awards                 | Choice Music: Country Group                                                                                  | Номинация |
| 2014 | ACM Awards                         | Vocal Group of the Year                                                                                      | Победа    |
| 2014 | CMT Awards                         | Group Video of the Year — «DONE.»                                                                            | Победа    |
| 2014 | CMT Awards                         | CMT Performance Video of the Year — «My Songs Know What You Did in the Dark (Light 'Em Up)» w/(Fall Out Boy) | Номинация |
| 2014 | Teen Choice Awards                 | Choice Music: Country Group                                                                                  | Номинация |
| 2014 | CMA Awards                         | Vocal Group of the Year                                                                                      | Номинация |
| 2015 | People’s Choice Awards             | Favorite Country Group                                                                                       | Номинация |
| 2015 | 57th Grammy Awards                 | Best Country Duo/Group Performance — «Gentle on My Mind»                                                     | Победа    |
| 2015 | ACM Awards                         | Vocal Group of the Year                                                                                      | Номинация |
| 2015 | CMA Awards                         | Vocal Group of the Year                                                                                      | Номинация |
| 2016 | People’s Choice Awards             | Favorite Country Group                                                                                       | Номинация |